# Lijst van brutoformules C17
Dit lemma is een onderdeel van de lijst van brutoformules met 17 koolstofatomen.

## C17H8
| Brutoformule                        | Naam      |
| ----------------------------------- | --------- |
| {\displaystyle {\ce {Cl2H8F8N2O3}}} | Lufenuron |

## C17H9
| Brutoformule                          | Naam       |
| ------------------------------------- | ---------- |
| {\displaystyle {\ce {C17H9ClF8N2O4}}} | Novaluron  |
| {\displaystyle {\ce {C17H9Cl3N4O2}}}  | Diclazuril |

## C17H10
| Brutoformule                          | Naam     |
| ------------------------------------- | -------- |
| {\displaystyle {\ce {C17H10Cl2N4O2}}} | Clazuril |

## C17H11
| Brutoformule                      | Naam                                                        |
| --------------------------------- | ----------------------------------------------------------- |
| {\displaystyle {\ce {C17H11NO7}}} | Aristolochiazuur I ~ een van de vormen van aristolochiazuur |

## C17H12
| Brutoformule                         | Naam          |
| ------------------------------------ | ------------- |
| {\displaystyle {\ce {C17H12Cl2N2O}}} | Fenarimol     |
| {\displaystyle {\ce {C17H12Cl2N4}}}  | Triazolam     |
| {\displaystyle {\ce {C17H12O6}}}     | Aflatoxine B1 |

## C17H13
| Brutoformule                         | Naam          |
| ------------------------------------ | ------------- |
| {\displaystyle {\ce {C17H13ClFN3O}}} | Epoxiconazool |
| {\displaystyle {\ce {C17H13ClN4}}}   | Alprazolam    |

## C17H14
| Brutoformule                          | Naam                |
| ------------------------------------- | ------------------- |
| {\displaystyle {\ce {C17H14F3N3O2S}}} | Celecoxib           |
| {\displaystyle {\ce {C17H14N2}}}      | Ellipticine         |
| {\displaystyle {\ce {C17H14O}}}       | Dibenzylideenaceton |
| {\displaystyle {\ce {C17H14O4S}}}     | Rofecoxib           |

## C17H16
| Brutoformule                          | Naam                          |
| ------------------------------------- | ----------------------------- |
| {\displaystyle {\ce {C17H16ClF3O6S}}} | Tembotrion                    |
| {\displaystyle {\ce {C17H16ClN3O}}}   | Amoxapine ~ als Dibenzazepine |

## C17H17
| Brutoformule                         | Naam       |
| ------------------------------------ | ---------- |
| {\displaystyle {\ce {C17H16F6N2O}}}  | Mefloquine |
| {\displaystyle {\ce {C17H17ClN6O3}}} | Zopiclon   |
| {\displaystyle {\ce {C17H17N7O8S4}}} | Cefotetan  |
| {\displaystyle {\ce {C17H17Cl2N}}}   | Sertraline |

## C17H18
| Brutoformule                        | Naam           |
| ----------------------------------- | -------------- |
| {\displaystyle {\ce {C17H18FN3O3}}} | Ciprofloxacine |
| {\displaystyle {\ce {C17H18F3NO}}}  | Fluoxetine     |
| {\displaystyle {\ce {C17H18F3NO2}}} | Flutolanil     |
| {\displaystyle {\ce {C17H18N2}}}    | Trögers base   |
| {\displaystyle {\ce {C17H18N2O6}}}  | Nifedipine     |

## C17H19
| Brutoformule                         | Naam                                                              |
| ------------------------------------ | ----------------------------------------------------------------- |
| {\displaystyle {\ce {C17H19ClF3NO}}} | Fluoxetine.hydrochloride ~ {\displaystyle {\ce {C17H18F3NO.HCl}}} |
| {\displaystyle {\ce {C17H19ClN2S}}}  | Chloorpromazine                                                   |
| {\displaystyle {\ce {C17H19NO3}}}    | Hydromorfon                                                       |
| {\displaystyle {\ce {C17H19NO3}}}    | Morfine ~ in opium                                                |
| {\displaystyle {\ce {C17H19NO3}}}    | Piperine                                                          |
| {\displaystyle {\ce {C17H19N3}}}     | Mirtazapine                                                       |
| {\displaystyle {\ce {C17H19N3}}}     | N,N,N',N'-Tetramethylacridine-3,6-diamine                         |
| {\displaystyle {\ce {C17H19N3O3S}}}  | Esomeprazol                                                       |
| {\displaystyle {\ce {C17H19N3O3S}}}  | Omeprazol                                                         |

## C17H20
| Brutoformule                        | Naam                                                    |
| ----------------------------------- | ------------------------------------------------------- |
| {\displaystyle {\ce {C17H20N2O2}}}  | Tropisetron                                             |
| {\displaystyle {\ce {C17H20N2O3}}}  | Bifenazaat                                              |
| {\displaystyle {\ce {C17H20N2O3}}}  | 4,4'-Dimethylaminobenzofenon ~ ook wel: Michler's keton |
| {\displaystyle {\ce {C17H20N2O5S}}} | Feneticilline                                           |
| {\displaystyle {\ce {C17H20N2O6S}}} | Meticilline                                             |
| {\displaystyle {\ce {C17H20N2S}}}   | Promethazine                                            |
| {\displaystyle {\ce {C17H20N4O6}}}  | Riboflavine ~ Ook wel: E101, lactoflavine, vitamine B2  |
| {\displaystyle {\ce {C17H20N4S}}}   | Olanzapine                                              |
| {\displaystyle {\ce {C17H20O2}}}    | Bisfenol C 2,2-Bis(4-hydroxyfenyl)-propaan              |
| {\displaystyle {\ce {C17H20O5S}}}   | Firocoxib                                               |
| {\displaystyle {\ce {C17H20O6}}}    | Mycofenolzuur                                           |

## C17H21
| Brutoformule                        | Naam                                                |
| ----------------------------------- | --------------------------------------------------- |
| {\displaystyle {\ce {C17H21NO}}}    | Atomoxetine                                         |
| {\displaystyle {\ce {C17H21NO2}}}   | Dezomorfine ~ als Krokodil                          |
| {\displaystyle {\ce {C17H21NO3}}}   | Galantamine                                         |
| {\displaystyle {\ce {C17H21NO4}}}   | Cocaïne                                             |
| {\displaystyle {\ce {C17H21NO4}}}   | Scopolamine                                         |
| {\displaystyle {\ce {C17H21N3}}}    | Auramine O                                          |
| {\displaystyle {\ce {C17H21N3O2S}}} | Fenpyrazamine                                       |
| {\displaystyle {\ce {C17H21N4O9P}}} | Riboflavine-5'-fosfaat ~ Ook wel: E101(ii), of E106 |

## C17H22
| Brutoformule                         | Naam                                                                       |
| ------------------------------------ | -------------------------------------------------------------------------- |
| {\displaystyle {\ce {C17H22ClNO}}}   | Atomoxetinehydrochloride ~ Formule: {\displaystyle {\ce {[C17H21NO].HCl}}} |
| {\displaystyle {\ce {C17H22N2}}}     | Bis-(4-dimethylaminofenyl)methaan ~ in de synthese van auramine O          |
| {\displaystyle {\ce {C17H22ClN3}}}   | Auramine O hydrochloride                                                   |
| {\displaystyle {\ce {C17H22ClN3O}}}  | Metconazool                                                                |
| {\displaystyle {\ce {C17H22I3N3O8}}} | Iopamidol                                                                  |
| {\displaystyle {\ce {C17H22O2}}}     | Cicutoxine                                                                 |

## C17H23
| Brutoformule                      | Naam |
| --------------------------------- | --- |
| {\displaystyle {\ce {C17H23NO2}}} | Tilidine |
| {\displaystyle {\ce {C17H23NO3}}} | Atropine ~ IUPAC: 8-methyl-8-azabicyclo[3.2.1]oct-3-yl) 3-hydroxy-2-phenyl-propanoate ~ als tegengif voor: muscarine |
| {\displaystyle {\ce {C17H23NS}}}  | 4,5-dimethyl-1-(2,6-di-iso-propylfynyl)-imidazool-2-ylideen ~ als Stabiel carbeen                                    |

## C17H24
| Brutoformule                        | Naam |
| ----------------------------------- | --- |
| {\displaystyle {\ce {C17H24BrNO3}}} | Homatropine methylbromide |
| {\displaystyle {\ce {C17H24O3}}}    | Menthylsalicylaat ~ IUPAC: (1R,2S,5R)-5-methyl-2-propan-2-ylcyclohexaan-1-yl 2-hydroxybenzoaat Homosalaat als vervanging voor ~ |

## C17H25
| Brutoformule                        | Naam                                                                                  |
| ----------------------------------- | ------------------------------------------------------------------------------------- |
| {\displaystyle {\ce {C17H25N}}}     | Fencyclidine                                                                          |
| {\displaystyle {\ce {C17H25NO3}}}   | Cyclopentolaat ~ IUPAC: 2-dimethylaminoethyl-2-(1-hydroxycyclopentyl)-2-fenyl-acetaat |
| {\displaystyle {\ce {C17H25N3O2S}}} | Naratriptan                                                                           |

## C17H26
| Brutoformule                         | Naam         |
| ------------------------------------ | ------------ |
| {\displaystyle {\ce {C17H26ClN}}}    | Sibutramine  |
| {\displaystyle {\ce {C17H26ClNO3S}}} | Clethodim    |
| {\displaystyle {\ce {C17H26O4}}}     | [6]-Gingerol |

## C17H27
| Brutoformule                        | Naam                                                                    |
| ----------------------------------- | ----------------------------------------------------------------------- |
| {\displaystyle {\ce {C17H27NO2}}}   | Venlafaxine                                                             |
| {\displaystyle {\ce {C17H27NO3}}}   | Nordihydrocapsaïcine                                                    |
| {\displaystyle {\ce {C17H27NO3}}}   | Pelargoonzuurvanillylamide ~ ook: nonivamide of pseudocapsaïcine        |
| {\displaystyle {\ce {C17H27NO3}}}   | Pramocaïne                                                              |
| {\displaystyle {\ce {C17H27NO3S}}}  | Cycloxydim                                                              |
| {\displaystyle {\ce {C17H27NS}}}    | 2,6-di-tert-butyl)fenylthio-dimathylamino-ylideen ~ als Stabiel carbeen |
| {\displaystyle {\ce {C17H27N3O2}}}  | Vildagliptine                                                           |
| {\displaystyle {\ce {C17H27N3O4S}}} | Amisulpride                                                             |

## C17H28
| Brutoformule                   | Naam    |
| ------------------------------ | ------- |
| {\displaystyle {\ce {C17H28}}} | Gonaan  |
| {\displaystyle {\ce {C17H28}}} | Steraan |

## C17H30
| Brutoformule                      | Naam                                                             |
| --------------------------------- | ---------------------------------------------------------------- |
| {\displaystyle {\ce {C17H30ClN}}} | benzyl-dimethyl-octylammoniumchloride ~ als benzalkoniumchloride |
| {\displaystyle {\ce {C17H30O}}}   | Civeton                                                          |

## C17H33
| Brutoformule                        | Naam                                                       |
| ----------------------------------- | ---------------------------------------------------------- |
| {\displaystyle {\ce {C17H33NaO5S}}} | Natrium-methylstearaatsulfonaat ~ als methylestersulfonaat |

## C17H34
| Brutoformule                      | Naam                                                |
| --------------------------------- | --------------------------------------------------- |
| {\displaystyle {\ce {C17H34O2}}}  | Isopropylmyristaat                                  |
| {\displaystyle {\ce {C17H34O5S}}} | Methylstearaatsulfonzuur ~ als methylestersulfonaat |

## C17H36
| Brutoformule                    | Naam         |
| ------------------------------- | ------------ |
| {\displaystyle {\ce {C17H36O}}} | Heptadecanol |